# Міста Таджикистану
|  | Службовий список статей, створений для координації робіт з розвитку теми. Це попередження не встановлюється на інформаційні списки і глосарії. |

У Таджикистані 18 міст:

## Список
| Назва українською мовою | Назва таджицькою мовою | Населення, тис. осіб 2022 | Попередня назва                                                                        |
| ----------------------- | ---------------------- | ------------------------- | -------------------------------------------------------------------------------------- |
| Бохтар                  | Бохтар                 | 126,7                     | до 2018 — Курган-Тюбе                                                                  |
| Бустон                  | Бӯстон                 | 35,0                      | до 2016 — Чкаловськ                                                                    |
| Вахдат                  | Ваҳдат                 | 54,4                      | до 1936 — Янги-Базар 1936—1992 — Орджонікідзеабад 1992—2003 — Кофарніхон               |
| Гісар                   | Ҳисор                  | 32,1                      | до 1929 — Ханака                                                                       |
| Гулістон                | Гулистон               | 16,7                      | з 1957 по 1962 рік — Ходжент з 1962 по 2016 — Кайраккум                                |
| Душанбе                 | Душанбе                | 1201,8                    | з 1929 по 1961 — Сталінабад                                                            |
| Істаравшан              | Истаравшан             | 64,3                      | у давнину — Куракада VIII століття — Вагат XV століття — 2000 рік — Ура-Тюбе           |
| Істіклол                | Истиқлол               | 18,7                      | до 2012 — Табошар                                                                      |
| Ісфара                  | Исфара                 | 54,9                      | X століття — Асбара                                                                    |
| Канібадам               | Конибодом              | 54,4                      |                                                                                        |
| Куляб                   | Кӯлоб                  | 105,8                     |                                                                                        |
| Левакант                | Левакант               | 18,7                      | до 1996 — Калінінабад у 1996—2018 — Сарбанд                                            |
| Нурек                   | Норак                  | 28,8                      |                                                                                        |
| Пенджикент              | Панҷакент              | 43,8                      |                                                                                        |
| Рогун                   | Роғун                  | 15,2                      |                                                                                        |
| Турсунзаде              | Турсунзода             | 57,8                      | до 1978 — Регар                                                                        |
| Худжанд                 | Хуҷанд                 | 198,7                     | у давнину — Александрія Есхата VII століття — 1936 рік — Ходжент 1936—1991 — Ленінабад |
| Хорог                   | Хоруғ                  | 31,1                      |                                                                                        |